# Nikéforos III. Botaneiatés
Nikeforos III. byl byzantským císařem v letech 1078–1081.

## Nástup na trůn
Nikeforus Botaneiates byl dux thematu Anatolikon, který vedl vzpouru v Malé Asii proti císaři Michaelovi VII. Zajistil si podporu Seldžucké říše a s její pomocí se mu podařilo obsadit Nikaiu, odkud pak vtáhl do Konstantinopole, kde se dal korunovat jako císař Nikeforos III.

## Císařská vláda
Císař musel porazit svého soupeře na Balkáně Nikefora Bryennia. Avšak po jeho porážce se objevili noví soupeři. Základy říše otřásalo jedno povstání za druhým, říše pustla a chudla. Velkou roli při potlačení těchto povstání měl generál Alexios I. Komnenos, synovec dřívějšího císaře Izáka I. Císař se proto začal obávat, že ho Alexios svrhne, a proto se pokusil zbavit ho jeho vlivu, Alexios se svými příbuznými však opustili císařské hlavní město a začali kolem sebe shromažďovat příslušníky nejmocnějších byzantských rodů, mezi nimi hlavně rodu Duků, s jejichž členkou se oženil. Alexios pak společně s bratrem vytáhli proti Konstantinopoli a roku 1081 vítězně vstoupili do města. Tím na trůn nastoupila dynastie Komnenovců, kteří naposledy učinili z Byzantské říše velmoc.